# Unter den Linden
Unter den Linden (tyska: "under lindarna") är en stor aveny i centrala Berlin i Tyskland. Den löper från Schlossbrücke över Spree i öster fram till Pariser Platz i väster. Gatan anlades 1647 som en allé som förband Berlin med parken Großer Tiergarten i väster och föregicks av en ridväg från 1573. Den har sedermera kommit att fungera som en av stadens paradgator – ofta liknad vid Champs-Élysées i Paris – och har idag i sin västra fond stadens triumfbåge Brandenburger Tor. Före andra världskriget var gatan centrum för Berlins kulturliv. Unter den Linden har varit känd under olika namn men ofta med anknytning till sina lindar, vilka dock fällts och planterats på nytt ett flertal gånger under seklens lopp.

## Historik

### Anläggande

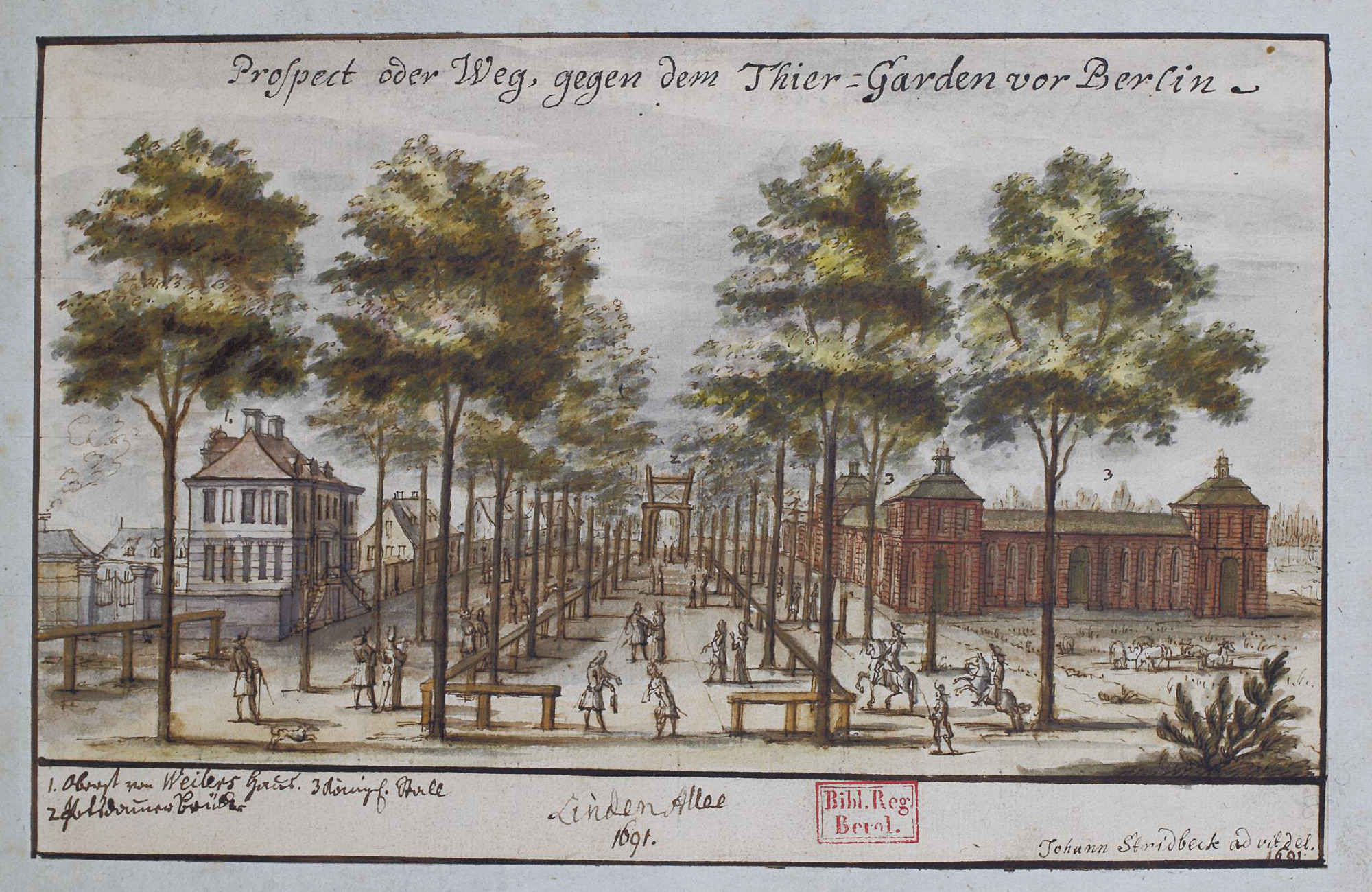
Lindenallee, 1691.

Under 1500-talet var föregångaren till dagens representations- och flanérstråk inte bredare än den ridväg som 1573 anlagts av kurfursten Johan Georg. Denna förband Berliner Stadtschloss med den 1527 anlagda parken Tiergarten väster om staden. Efter att trettioåriga kriget gjort att Schlossgarten, Lustgarten och Tiergarten förstörts och landet led under dess följder började Friedrich Wilhelm av Brandenburg att anlägga nya trädgårdar och alléer. Han skickade sina trädgårdsmästare på resor för att bygga upp Lustgarten på nytt med främmande växter.

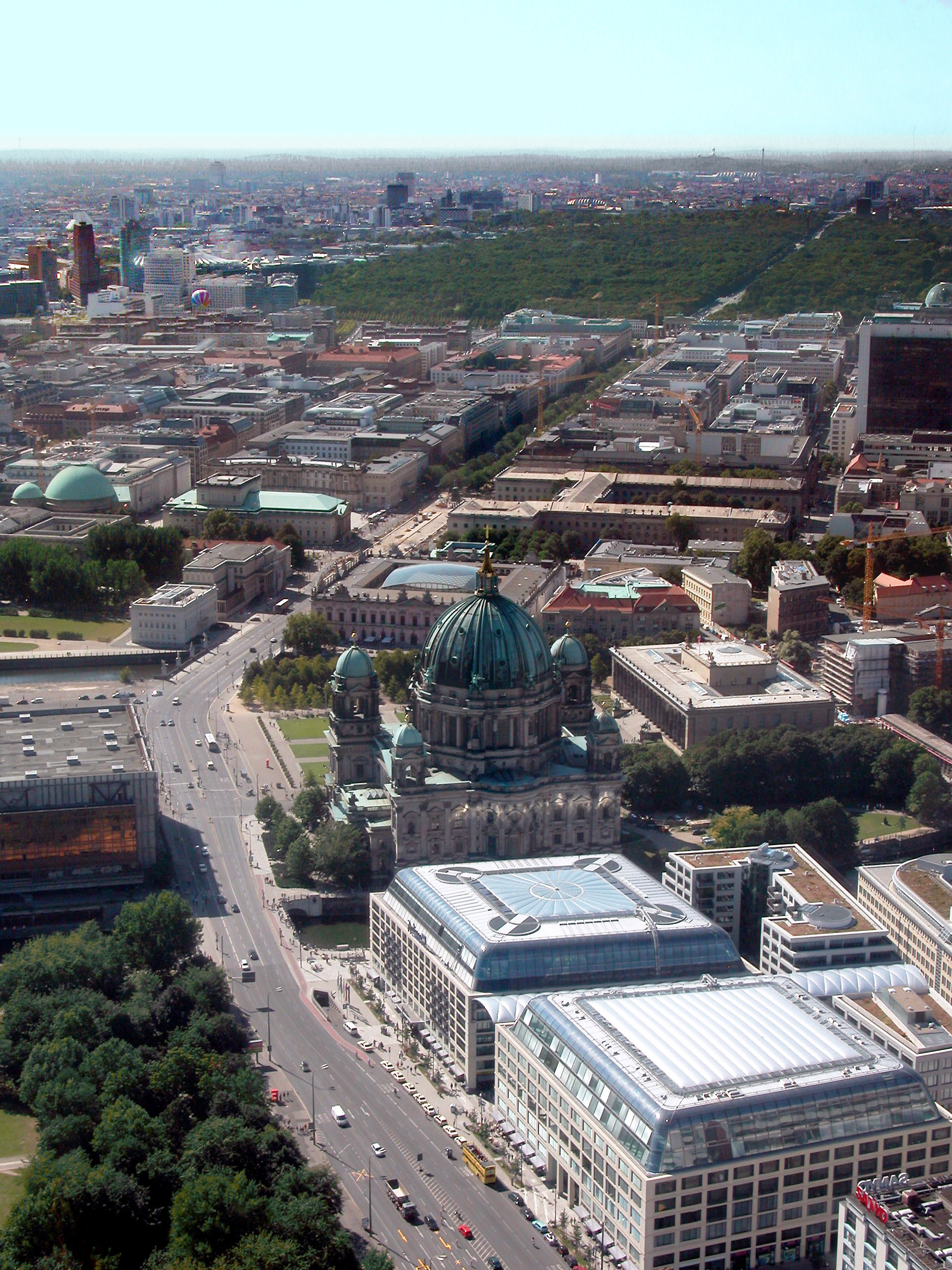
Dagens Unter den Linden (från gatukröken till parkens början) med omgivningar, sett från Fernsehturm.

Genom ståthållaren i Kleve och Mark, Fürst Johann-Moritz von Nassau-Siegen, skapades en plan för att uppföra en allé, som förbindelse mellan Lustgarten och Tiergarten direkt väster om stadsporten, efter nederländsk förebild. Den gamla jaktvägen skulle byggas om till ett sexradigt galleri med 1 000 nötträd och 1 000 lindar. Medelpunkten i systemet skulle stadsslottet bilda. Problem tillstötte dock vid inköpet av träden, eftersom de omkringliggande odlingarna inte hade möjlighet att på så kort tid få fram 2 000 träd. Sättningen av träden våren 1647 sköts därför på framtiden. Redan samma höst kunde kurfursten emellertid besiktiga en allé som var 250 rhenländska rutor lång (= 942 meter). 

### 1600-talet: Från landsbygd till förstad
Fortfarande visade gatan inget av en stads pulserande liv. Gatan gick förbi sandiga fält och angränsande bondgårdar. 1663 börjades Kronprinzenpalais byggas i gatans början, men först senare började den att användas av kronprinsparet.
Redan 1685 föll de unga träden i den östra delen av gatan offer för nyanlagda befästningsverk. Berlin blev nu till en stor fästning, och för att binda samman Tiergarten och Lindenstraße som låg utanför vallen uppförde man framför slottet Neustädtisches Tor.
Stadsgränsen förflyttades successivt västerut i och med att staden Berlin hela tiden växte. Detta hade till följd att den östliga delen av lindarna togs bort och att allédelens östra ände kom att förskjutas västerut, till det läge där den ligger än idag. Den övriga delen som nu låg övergiven utanför fästningen, och som inte hade några byggnader, gav kurfursten 1670 till sin hustru Dorothea. Furstinnan, som var duktig på affärer, delade upp de sandiga åkrarna och sålde dessa varpå den nya förstaden skapades (från 1674 med namnet Dorotheenstadt).
Först nu fick gatan genom den tilltagande bebyggelsen och trafiken verklig betydelse. Träden vårdades och några holsteinska vinterlindar tillkom. Många hugenotter slog sig ner i den nya delen av staden; denna begränsades i söder av Lindenallee som då hette Neustädtische Allee. Lindenallee lockade ut både stadsbor konstnärer som här kunde finna nya motiv. Det skulle dock dröja ytterligare ett antal år innan gatan fick en permanent beläggning, och promenerande beklagade sig över att de alltid fick dammoln över sig när en droska åkte förbi. Fortfarande var de enkla husen bebodda av bönder och lägre hovanställda, men snart skulle de paradbyggen som man än idag kan se komma till stånd.

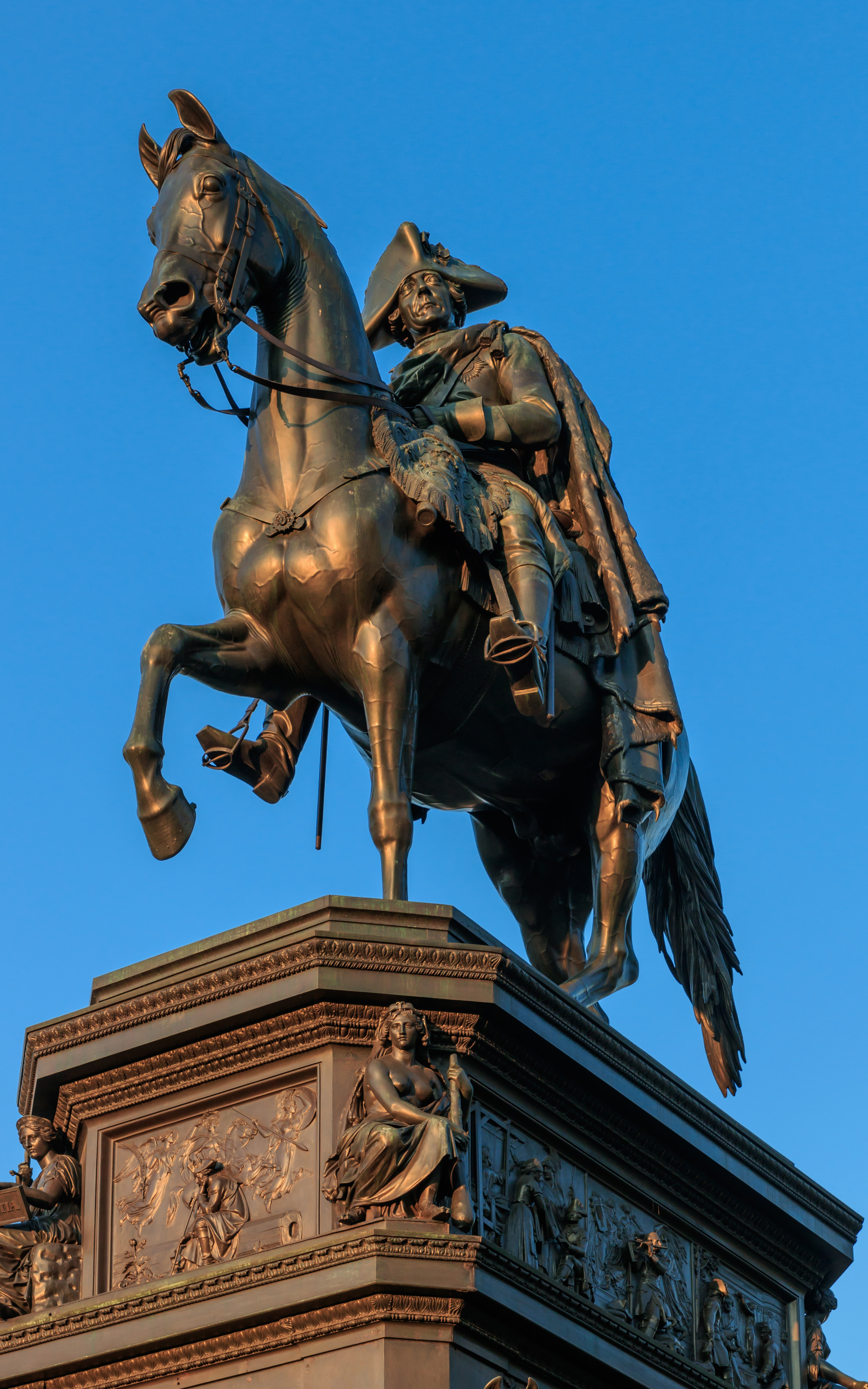
Statyn över Fredrik den store.

### 1700-talet: Utveckling till paradgata

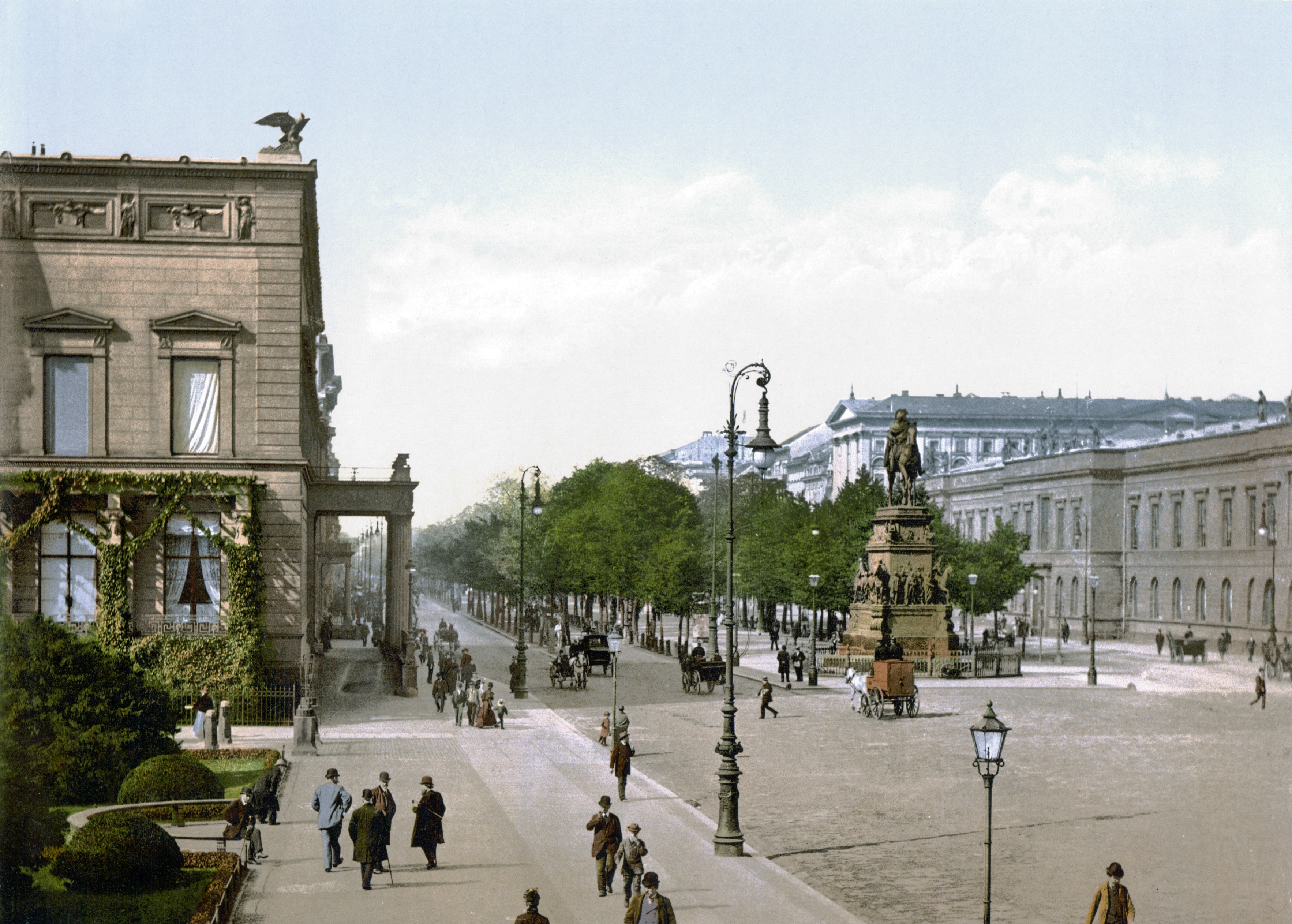
Unter den Linden 1900.

Vid Lindenallee lät Fredrik I 1696 grunda Akademie der Künste och 1700 Akademie der Wissenschaft. Dessa förlades 1724 i Breite Straße. Söder om lindarna uppstod Friedrichstadt. Lindenallee fick några offentliga byggnader och imposanta hus tillhörandes hovpersonal. Gatan fick nu en ökad användning, då drottningen låtit bygga ett sommarslott i västra änden av Lietzenburg – dagens Charlottenburg – och där med stor begeistring arrangerade baler, maskerader och skådespel. Fredrik lade vikt vid att hans allé hölls i ordning, trots att den fortfarande naggades i kanten genom lösgående, bökande tamsvin. 1707 skapade han en lag om att varje invånare skulle se till lindarna vid sitt hus och anmäla skador.
1706 stod de yttre delarna av Zeughaus klara men de färdigställandet av de inre delarna skulle dröja ytterligare 36 år. I vad som idag är Under den Lindens äldsta byggnadsverk lagrades då 150 000 gevär och krigstroféer. Zeughaus kom att, tillsammans med det så kallade Kommandantenhaus med adressen "Under den Linden Nr. 1", bilda gatans östliga avslutning. Fredrik den store och hans arkitekt Georg Wenzeslaus von Knobelsdorff ville efter 1740 skapa ett nytt kungligt residens samt flera stora platsanläggningar och flera representativa byggnader alldeles i närheten. Det nya slottet byggdes aldrig, till skillnad från det så kallade Forum Fridericianum, dagens Bebelplatz med operahuset (byggt 1741–1743), den katolska Sankta Hedvigskatedralen, det kungliga biblioteket och Prinz-Heinrich-Palais. Det sistnämnda palatset kom att utgöra den första byggnaden för Humboldt-universitetet när det 1810 grundades, och är fortfarande universitetets huvudbyggnad. 

### 1800-talet och 1900-talets början: Från preussisk till tysk paradgata
Den västra delen av gatan byggdes ut från 1674 fram till mitten av 1700-talet. Under 1800-talet, efter segern mot Napoleon, lät Fredrik Vilhelm III sin byggmästare Karl Friedrich Schinkel bygga ut gatans östra del till en triumfgata ("Triumphstraße"). Vid övergången mellan gatans östra och västra del, där gatan övergår från en öppen praktgata till en lika bred men mer tillbakadragen allé, uppfördes 1851 statyn över Fredrik den store. Bildhuggaren Christian Daniel Rauchs arbete tillhör det representativa 1800-talsbildhuggeriets viktigaste verk och stod vid denna tid som förebild för ett flertal andra verk. Den västra delen blev däremot under 1800-talet ett representativt, borgerligt område som åren efter Tysklands enande och segern i fransk-tyska kriget snabbt omvandlades till ett livfullt storstadsområde med affärer, restauranger och agenturer. 
Från oktober 1901 hade Max Reinhardts legendariska kabaré "Schall und Rauch" en fast scen på Hotel Imperial (Unter den Linden 44), där man byggt en scen med 400 platser. Kabarén blev senare till Kleines Theater som idag ses som utgångspunkten för Max Reinhardts stora karriär inom teatern. E.T.A. Hoffmann beskrev i sin Öden Haus adressen Unter den Linden 9 (numrering enligt den gamla räkningen, den som gällde fram till 1937).

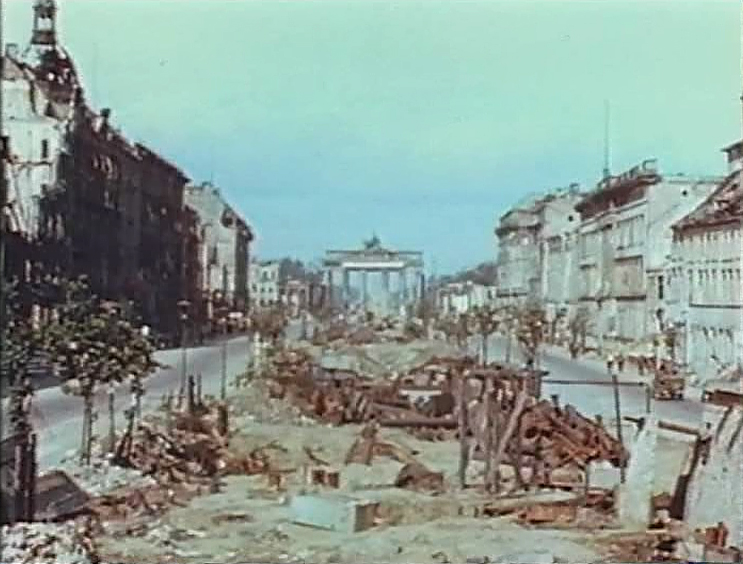
Unter den Linden juli 1945, med Brandenburger Tor i fonden.

### Efter andra världskriget: Från delad till enad stad
Under andra världskriget förstördes Unter den Linden nästan helt. En av de få byggnader som klarade sig var Römischer Hof som bara delvis blev förstört under kriget. I början av 1950-talet påbörjades återuppbyggnaden. 1949–1951 byggdes den sovjetiska ambassaden (Sowjetische Botschaft), ett tydligt exempel på stalinistisk praktarkitektur och en symbol för det nyligen grundade DDR:s politiska samhörighet med Sovjetunionen. Idag finns Rysslands ambassad här, i samma fastighet som Hoffman beskrev i sin Öden Haus.
Från slutet av 1950-talet blev också de historiska byggnaderna efterhand återuppbyggda. Ett mer oblitt öde gick stadsslottet till mötes, då det – under inflytande av den sovjetiska ockupationsmakten och som en symbol för den förhatliga preussiska militarismen – 1950 sprängdes i luften. Slottet ersattes först 1973–1976, genom uppförandet av Palast der Republik. Efter 1989 lades Palast der Republik, på grund av problem med asbest, i stort sett i malpåse och förföll alltmer. Frågan om palatset skulle renoveras eller rivas till förmån för ett återuppbyggande av det gamla stadsslottet vållade livliga diskussioner. Senare fastställdes att en återuppbyggnad av slottet skulle ske, och med början i februari 2006 monterades palatset ner.

## Kända platser och byggnader längs med Unter den Linden
De #-märkta siffrorna inom parentes syftar på siffrorna i kartan nedan till höger.

Norra sidan (från väster)
- Franska ambassaden i Berlin (fram till 1945 Palais Beauvryé, Pariser Platz 5; N om #5)
- Ungerska ambassaden i Berlin (UdL (= Unter den Linden) 76; #9)
- Zollernhof ZDF Hauptstadtstudio (UdL 36-38)
- Römischer Hof (UdL 10)
- Haus der Schweiz
- Staatsbibliothek zu Berlin (UdL 8; #15)
- Humboldt-Universität zu Berlin (före detta Palais des Prinzen Heinrich) (UdL 6; #16)
- Neue Wache (UdL 4; #21)
- Zeughaus (Deutsches Historisches Museum[6]) (UdL 2; #22)

Mitten
- Brandenburger Tor (#4)
- Pariser Platz  (#3)
- Staty över Fredrik den store  (#17)
- Schlossbrücke (#25)

Södra sidan (från väster)
- Amerikanska ambassaden i Berlin (Pariser Platz 2; S om kartans #4.)
- Akademie der Künste (Pariser Platz 4)
- Hotel Adlon (UdL 77; #6)
- Ryska ambassaden i Berlin (UdL 63-65; #10)
- Gouverneurshaus (UdL 11)
- Altes Palais (UdL 9)
- Alte Bibliothek (idag benämnt Kommode[1] och med Humboldtuniversitets juridiska fakultet; Bebelplatz 1; #16)
- Forum Fredericanum, idag Bebelplatz
- Sankta Hedvigskatedralen (Bebelplatz; #20)
- Staatsoper Unter den Linden (UdL 7; #19)
- Prinzessinnenpalais (idag Opernpalais) (UdL 5)

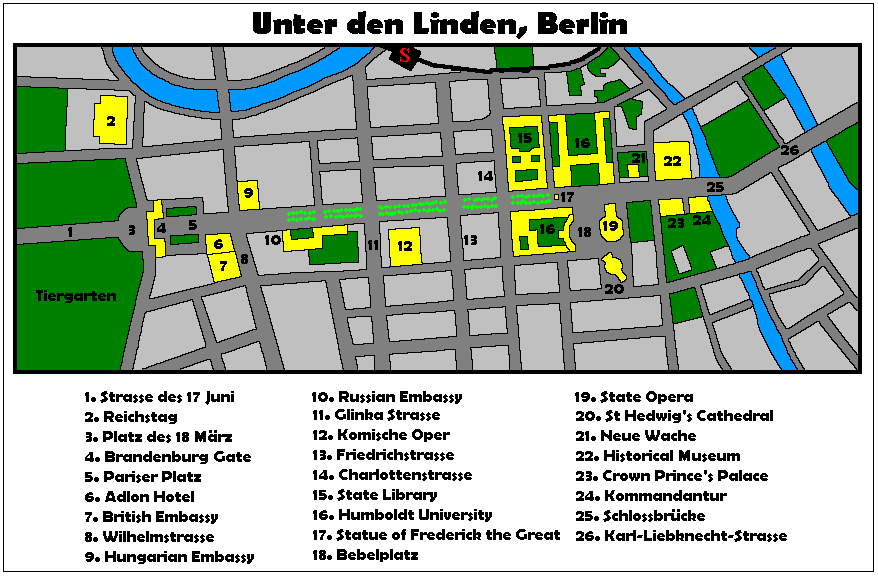
Karta över Unter den Linden med viktiga platser och byggnader år 2006 utmärkta.

- Kronprinzenpalais (UdL 3; #23)
- Alte Kommandantur (UdL 1; #24)

## Kommunikationer
Det finns tre underjordiska stationer under Unter den Linden: Brandenburger Tor station,  Unter den Linden samt Museumsinsel. Brandenburger Tor station för S-Bahn var under den tid Berlinmuren existerade stängd. Den är belägen under Pariser Platz och hette från början Unter den Linden. Tågen passerade stationen mellan 1961 och 1989, men stationen var mörklagd och inga tåg stannade där. Den förde med andra ord en tillvaro som spökstation. När Berlinmuren revs öppnades stationen som en vanlig S-Bahnstation igen. Stationen trafikeras idag både av  S-Bahn (pendeltåg) och U-Bahn (tunnelbana). 